# 4803 Birkle
4803 Birkle је астероид главног астероидног појаса чија средња удаљеност од Сунца износи 2,901 астрономских јединица (АЈ).
Апсолутна магнитуда астероида је 12,1.